# Álgebra asociativa sobre un cuerpo
En matemáticas, un álgebra asociativa sobre un cuerpo (conmutativo) es una de las estructuras algebraicas utilizadas en álgebra abstracta. Es un espacio vectorial en el que también se define una multiplicación vectorial, que tiene las propiedades de bilinealidad (en particular de distributividad) y de asociatividad. En otras palabras, es tanto un álgebra asociativa como un álgebra sobre un cuerpo.

## Definición
Un álgebra asociativa {\displaystyle A} sobre un cuerpo {\displaystyle \mathbb {K} }, también llamada álgebra asociativa {\displaystyle \mathbb {K} }, es un espacio vectorial en {\displaystyle \mathbb {K} } provisto con una multiplicación bilineal {\displaystyle A\times A\to A} tal que
- (x y) z = x (y z) para todos los x, y y z en {\displaystyle A},

donde la imagen de (x, y) se denota por xy.
Si {\displaystyle A} contiene una unidad, es decir, un elemento 1 tal que (1 x = x = x 1) para todo x en {\displaystyle A}, entonces {\displaystyle A} se llama un álgebra asociativa unificada o unitaria. Tal álgebra es un anillo y contiene el campo base {\displaystyle \mathbb {K} } identificando c en {\displaystyle \mathbb {K} } con (c 1) en {\displaystyle A}.
La dimensión de un álgebra asociativa {\displaystyle A} sobre un cuerpo {\displaystyle \mathbb {K} } es su dimensión como espacio vectorial sobre {\displaystyle \mathbb {K} }.

## Ejemplos

### Álgebras conmutativas y unitarias
- Los números complejos {\displaystyle \mathbb {C} } forman un álgebra asociativa, conmutativa y unitaria de dimensión 2 en el cuerpo {\displaystyle \mathbb {R} } de los números reales.
- Los polinomios con coeficientes en {\displaystyle \mathbb {K} } forman un álgebra asociativa, conmutativa y unitaria de dimensión infinita en {\displaystyle \mathbb {K} }.

### Álgebras no necesariamente conmutativas
- El conjunto de endomorfismos de un espacio vectorial 𝕂 de dimensión finita n, provisto de la suma, la multiplicación por un escalar y la composición, forma un álgebra 𝕂 asociativa unitaria de dimensión finita n², no conmutativa a menos que n = 1.
- El conjunto de matrices n × n con coeficientes en 𝕂, provisto de la suma, la multiplicación por un escalar y el producto de matrices, es un 𝕂-álgebra asociativa unitaria isomorfa a la anterior (y por lo tanto, de la misma dimensión): el mapa que asocia su matriz a un endomorfismo en una base fija es un isomorfismo de 𝕂-álgebras (véase matriz de una aplicación lineal).
- De manera más general, para cualquier espacio vectorial 𝕂 V (de dimensión finita o no), los endomorfismos de V forman una 𝕂 álgebra unitaria, no conmutativa, a menos que V sea de dimensión igual a 1.
- Los cuaterniones forman un álgebra asociativa, unitaria y no conmutativa de dimensión 4 en el cuerpo de los números reales.
- Las álgebras simétricas y las algébras exteriores de un espacio vectorial son álgebras asociativas.
- Las álgebras envolventes de las álgebras de Lie son álgebras asociativas.
- Las álgebras de incidencia de los órdenes parciales localmente finitos son álgebras asociativas utilizadas en combinatoria.

## Contraejemplos
- Las álgebras de Lie son álgebras no asociativas.
- Los octoniones {\displaystyle (\mathbb {O} ,+,\cdot ,\times )} forman una {\displaystyle \mathbb {R} }-álgebra unitaria no asociativa y no conmutativa.